# Rumours
Rumours – jedenasty album studyjny zespołu Fleetwood Mac, wydany w lutym 1977 roku. Jest jednym z najlepszych albumów w historii zespołu i bywa uważany za najlepszy z nich. Prezentuje on ten sam skład grupy, który pojawił się na płycie Fleetwood Mac z 1975 roku.
Płyta w roku 1977 osiągnęła najwyższe notowania na amerykańskiej i brytyjskiej liście przebojów. Utwory "Go Your Own Way", "Dreams", "Don't Stop" i "You Make Loving Fun" były wydane jako single. 
Zespół chciał rozszerzyć swój sukces komercyjny po wydaniu Fleetwood Mac (1975), ale po rozpoczęciu nagrań do Rumours sytuację komplikowały problemy w relacjach poszczególnych członków grupy. Przy nagrywaniu albumu często dochodziło do konfliktów, które opisywane były w tekstach piosenek. Zainspirowany muzyką pop, zespół używał kombinacji akustycznych i elektrycznych instrumentów. Ostateczne miksowanie krążka zakończyło się w grudniu 1976 roku. Po wydaniu albumu na początku roku 1977 grupa rozpoczęła światową trasę koncertową promującą Rumours.
Rumours zdobył wyjątkowe uznanie krytyków muzycznych i był chwalony głównie za jakość produkcji i harmonie wokalne, prowadzone przez Stevie Nicks, Christine McVie i Lindseya Buckinghama. Album zainspirował wielu muzyków wykonujących wiele różnych gatunków muzycznych. Jest często uważany za najlepszą płytę i opus magnum Fleetwood Mac oraz pojawił się na wielu listach najlepszych albumów lat 70. XX wieku, a także wszech czasów według krytyków. W 2018 roku został włączony do zbiorów Narodowego Zbioru Nagrań Biblioteki Kongresu Stanów Zjednoczonych.
W 2004, Rumours został zremiksowany na nowo, oraz dodany do niego został dodatkowy utwór, "Silver Springs", który pierwotnie miał pojawić się na albumie już w 1977, ale uznano, że nie pasuje do reszty utworów. Trzypłytowa reedycja albumu wydana została 29 stycznia 2013 przez Warner Bros. Records. Ta wersja krążka zawiera także pierwsze dema piosenek i ich wykonania koncertowe z trasy promocyjnej.
Rumours jest jednym z najlepiej sprzedających się albumów rockowych, od dnia premiery do 2007 roku sprzedano ponad 30 milionów kopii na całym świecie, a do 2013 – 40 milionów. Magazyn Rolling Stone uplasował album jako 25. na liście 500 albumów wszech czasów.
23 lutego 1978 odbyła się dwudziesta ceremonia Grammy Awards za najlepsze muzyczne osiągnięcia roku 1977, na której album Rumours otrzymał nagrodę w kategorii najlepszego albumu roku.

## Tło
W lipcu 1975, dziesiąty album Fleetwood Mac osiągnął niespodziewany sukces, osiągając pierwsze miejsce amerykańskiej listy przebojów w 1976. Główny singel z tej płyty, "Rhiannon", był często prezentowany w stacjach radiowych. W tym czasie w skład grupy wchodzili: wokalistka Stevie Nicks, gitarzysta i wokalista Lindsey Buckingham, klawiszowiec i wokalistka Christine McVie, basista John McVie i perkusista Mick Fleetwood. Po sześciu miesiącach nieustannego koncertowania, John i Christine McVie rozwiedli się po sześciu latach małżeństwa. Para wkrótce przestała ze sobą rozmawiać i odzywała się do siebie tylko wtedy, gdy trzeba było omówić projekty muzyczne. Buckingham i Nicks – którzy dołączyli do zespołu przed nagrywaniem Fleetwood Mac, po tym, gdy gitarzysta Bob Welch opuścił grupę – byli w tym czasie w skomplikowanej relacji, która prowadziła do ich częstych kłótni. Para przerywała konflikty, kiedy pracowała nad piosenkami. Mick Fleetwood miał problemy natury prywatnej, kiedy odkrył, że jego żona Jenny miała romans z jego najlepszym przyjacielem.
Prasa, która dążyła do zdobycia każdej informacji o zespole, opisywała wiele niewiarygodnych historii. Christine McVie miała według niektórych magazynów leżeć w szpitalu z poważną chorobą, natomiast Nicks i Buckingham zostali uznani za rodziców córki Fleetwooda, Lucy, gdy zgodzili się na wspólną sesję zdjęciową z dziewczynką. Prasa opublikowała także plotki o powrocie do zespołu oryginalnych członków, Petera Greena, Danny'ego Kirwana i Jeremy'ego Spencera na trasę koncertową z okazji dziesiątej rocznicy powstania grupy. Pomimo fałszywych doniesień, zespół nie zmienił swojego składu, mimo iż była taka możliwość. Członkowie nie mieli jednak czasu na określenie warunków, na jakich podstawie niektórzy mieliby podjąć decyzję o odejściu, ponieważ nagrania do nowego albumu miały zacząć się już niedługo. Fleetwood zauważył, że każdy z członków grupy bardzo poświęcał się emocjonalnie, aby tylko podjąć pracę w studiu. We wczesnym 1976, zespół stworzył kilka nowych utworów na Florydzie. Założyciele zespołu, Mick Fleetwood i John McVie, zdecydowali się na wybór ich poprzedniego producenta, Keitha Olsena, ponieważ ten kładł mniejszy nacisk na sekcję rytmiczną. Aby reprezentować interesy grupy, perkusista i basista założyli spółkę zwaną Seedy Management.

## Lista utworów

### Wydanie oryginalne
Strona A
| Lp. | Tytuł                    | Muzyka i tekst     | Czas |
| --- | ------------------------ | ------------------ | ---- |
| 1   | "Second Hand News"       | Lindsey Buckingham | 2:43 |
| 2   | "Dreams"                 | Stevie Nicks       | 4:14 |
| 3   | "Never Going Back Again" | Buckingham         | 4:02 |
| 4   | "Don't Stop"             | Christine McVie    | 2:14 |
| 5   | "Go Your Own Way"        | Buckingham         | 3:38 |
| 6   | "Songbird"               | C. McVie           | 3:20 |

Strona B
| Lp. | Tytuł                  | Muzyka i tekst                                          | Czas |
| --- | ---------------------- | ------------------------------------------------------- | ---- |
| 1   | "The Chain"            | Nicks, C. McVie, Buckingham, John McVie, Mick Fleetwood | 4:28 |
| 2   | "You Make Loving Fun"  | C. McVie                                                | 3:31 |
| 3   | "I Don't Want To Know" | Nicks                                                   | 3:31 |
| 4   | "Oh Daddy"             | C. McVie                                                | 3:54 |
| 5   | "Gold Dust Woman"      | Nicks                                                   | 4:51 |

### Reedycja z 2004 roku
1. "Second Hand News" – 2:43
2. "Dreams" – 4:14
3. "Never Going Back Again" – 2:02
4. "Don't Stop" – 3:11
5. "Go Your Own Way" – 3:38
6. "Songbird" – 3:20
7. "Silver Springs" – 4:33
8. "The Chain" – 4:28
9. "You Make Loving Fun" – 3:31
10. "I Don't Want to Know" – 3:11
11. "Oh Daddy" – 3:54
12. "Gold Dust Woman" – 4:51

#### Dysk bonusowy
1. "Second Hand News" – 2:47
2. "Dreams" – 4:21
3. "Brushes – 2:50
4. "Don't Stop" – 3:33
5. "Go Your Own Way" – 3:06
6. "Songbird" – 3:11
7. "Silver Springs" – 6:07
8. "You Make Loving Fun" – 4:56
9. "Gold Dust Woman #1" – 5:02
10. "Oh Daddy" – 3:58
11. "Think About It" – 2:55
12. "Never Going Back Again" – 1:56
13. "Planets of the Universe" – 3:18
14. "Butter Cookie (Keep Me There)" – 2:11
15. "Gold Dust Woman" – 5:01
16. "Doesn't Anything Last" – 1:10
17. "Mic the Screecher" – 0:59
18. "For Duster (The Blues)" – 4:26

## Wykonawcy
- Stevie Nicks – śpiew
- Lindsey Buckingham – gitara elektryczna, gitara akustyczna, śpiew
- John McVie – gitara basowa
- Christine McVie – keyboard, syntezator, śpiew
- Mick Fleetwood – perkusja

## Miejsca na listach przebojów
| Lista (1977–78)                        | Pozycja |
| -------------------------------------- | ------- |
| Australian Kent Music Report           | 1       |
| Austrian Albums Chart                  | 25      |
| Canadian RPM Albums Chart              | 1       |
| Dutch Albums Chart                     | 1       |
| French SNEP Albums Chart               | 13      |
| Japanese Oricon LPs Chart              | 33      |
| New Zealand Albums Chart               | 1       |
| Norwegian VG-lista Albums Chart        | 17      |
| South African Albums Chart             | 1       |
| Swedish Albums Chart                   | 19      |
| UK Albums Chart                        | 1       |
| US Billboard 200                       | 1       |
| US Billboard Catalog Albums            | 1       |
| West German Media Control Albums Chart | 6       |